# U Sports
U Sports (1969–2001 Canadian Interuniversity Athletics Union, kurz CIAU; 2001–2016 Canadian Interuniversity Sport, kurz CIS, franz. Sport Interuniversitaire Canadien, kurz SIC) ist die nationale Universitätssportorganisation Kanadas, in der der Großteil der Universitäten des Landes in Form eines Freiwilligenverbands organisiert ist. Gegründet wurde die Organisation im Jahr 1961, geht aber auf die wesentlich ältere Canadian Interuniversity Athletic Union zurück. Ihr Äquivalent im Bereich der kanadischen Colleges ist die Canadian Colleges Athletic Association (kurz CCAA). Einige Einrichtungen sind dabei in verschiedenen Sportbereichen Mitglieder in beiden Organisationen.

## Fördermittel
Die Mitglieder vergeben keine Sport-Stipendien, allerdings besteht die Möglichkeit von akademischen Stipendien oder Zuschüssen für Athleten, die ihr Studium nicht selbstständig finanzieren können. Im Studienjahr 2002/03 lag der durchschnittliche Zuschuss für Sportler nach Angaben des U Sports bei 522 Kanadischen Dollar für Männer und 311 Kanadische Dollar für Frauen. Der höchste Durchschnitt lag dabei bei Eishockeyspielern, die im Schnitt mit 1.108 Dollar bezuschusst wurden.
Zusätzlich bieten die beteiligten Universitäten Förderprogramme an, in deren Rahmen Alumni, Eltern oder Unternehmen Geld spenden können, mit dem schließlich Unterrichts- und Lebenserhaltungskosten der Sportler gedeckt werden. Der U Sportshat dabei keine vorgeschriebenen Regeln, wie viel Geld die Universitäten durch private Unterstützung verteilen können. Da die US-amerikanische National Collegiate Athletic Association im Gegensatz zum U Sports Voll- und Teilzeitstipendien verteilt, wechseln jedoch immer noch viele kanadische High-School-Sportler in die Vereinigten Staaten, um ein voll finanziertes Studium zu beginnen.
Die kanadische Junioreneishockey-Organisation CHL unterstützt Spieler, die nach mindestens zwei Jahren im Major Junior Hockey an eine U Sports-Universität wechseln. Spieler der CHL dürfen zudem kein NCAA-Stipendium annehmen oder besitzen. NCAA-Studenten dürfen hingegen maximal 48 Stunden an einem CHL-Trainingscamp teilnehmen, dabei aber in keinen Spiel auflaufen.

## Mitglieder
2008 waren im Canadian Interuniversity Sport 52 Universitäten organisiert. Als letztes Mitglied wurde das University of Ontario Institute of Technology aufgenommen.
Organisiert sind die Mitgliedsuniversitäten in vier regionalen Verbänden organisiert, die in einigen Sportarten in Anlehnung an die US-amerikanische National Collegiate Athletic Association auch als Conferences bezeichnet werden und in den stark frequentierten Sportarten, wie Basketball oder Canadian Football, in Divisions aufgeteilt sein können:
- Atlantic University Sport (AUS)
- Canada West Universities Athletic Association (CWUAA)
  - Central Division
  - Great Plains Division
  - Pacific Division
- Ontario University Athletics (OUA)
  - East Division
  - West Division
- Réseau du sport étudiant du Québec (RSEQ)

Da nicht alle Konferenzen alle Sportarten organisieren, nehmen einige Universitäten je nach Sportart an mehreren Konferenzen teil.
| Universität                                   | Teamname                                            | Stadt          | Conference | Division     |
| --------------------------------------------- | --------------------------------------------------- | -------------- | ---------- | ------------ |
| University of British Columbia                | UBC Thunderbirds                                    | Vancouver      | CWUAA      | Pacific      |
| Trinity Western University                    | Trinity Spartans                                    | Langley        | CWUAA      | Pacific      |
| University of Victoria                        | Victoria Vikes                                      | Victoria       | CWUAA      | Pacific      |
| Simon Fraser University                       | Simon Fraser Red Leafs                              | Burnaby        | CWUAA      | Pacific      |
| University of the Fraser Valley               | Fraser Valley Cascades                              | Abbotsford     | CWUAA      | Pacific      |
| Thompson Rivers University                    | Thompson Rivers WolfPack                            | Kamloops       | CWUAA      | Pacific      |
| University of Calgary                         | Calgary Dinos                                       | Calgary        | CWUAA      | Central      |
| University of Alberta                         | Alberta Golden Bears Alberta Pandas                 | Edmonton       | CWUAA      | Central      |
| University of Saskatchewan                    | Saskatchewan Huskies                                | Saskatoon      | CWUAA      | Central      |
| Mount Royal University                        | Mount Royal Cougars                                 | Calgary        | CWUAA      |              |
| University of Lethbridge                      | Lethbridge Pronghorns                               | Lethbridge     | CWUAA      | Central      |
| Brandon University                            | Brandon Bobcats                                     | Brandon        | CWUAA      | Great Plains |
| University of Regina                          | Regina Rams Regina Cougars                          | Regina         | CWUAA      | Great Plains |
| University of Winnipeg                        | Winnipeg Wesmen                                     | Winnipeg       | CWUAA      | Great Plains |
| University of Manitoba                        | Manitoba Bisons                                     | Winnipeg       | CWUAA      | Great Plains |
| Carleton University                           | Carleton Ravens                                     | Ottawa         | OUA/RESQ   | East         |
| Universität Ottawa                            | Ottawa Gee-Gees                                     | Ottawa         | OUA/RSEQ   | East         |
| University of Toronto                         | Toronto Varsity Blues                               | Toronto        | OUA        | East         |
| Toronto Metropolitan University               | TMU Bold                                            | Toronto        | OUA        | East         |
| Queen’s University                            | Queen’s Gaels                                       | Kingston       | OUA        | East         |
| York University                               | York Lions                                          | Toronto        | OUA        | East         |
| Laurentian University                         | Laurentian Voyageurs                                | Sudbury        | OUA        | East         |
| Royal Military College of Canada              | RMC Paladins                                        | Kingston       | OUA        | East         |
| Trent University                              | Trent Excalibur                                     | Peterborough   | OUA        | East         |
| Nipissing University                          | Nipissing Lakers                                    | North Bay      | OUA        | East         |
| University of Ontario Institute of Technology | Ontario Tech Ridgebacks                             | Oshawa         | OUA        | East         |
| University of Western Ontario                 | Western Mustangs                                    | London         | OUA        | West         |
| University of Windsor                         | Windsor Lancers                                     | Windsor        | OUA        | West         |
| McMaster University                           | McMaster Marauders                                  | Hamilton       | OUA        | West         |
| University of Guelph                          | Guelph Gryphons                                     | Guelph         | OUA        | West         |
| University of Waterloo                        | Waterloo Warriors                                   | Waterloo       | OUA        | West         |
| Wilfrid Laurier University                    | Wilfrid Laurier Golden Hawks                        | Waterloo       | OUA        | West         |
| Brock University                              | Brock Badgers                                       | St. Catharines | OUA        | West         |
| Lakehead University                           | Lakehead Thunderwolves                              | Thunder Bay    | OUA        | West         |
| Concordia University                          | Concordia Stingers                                  | Montréal       | RSEQ/OUA   | –            |
| Universität Laval                             | Laval Rouge-et-Or                                   | Québec         | RSEQ       | –            |
| Université du Québec à Montréal               | UQAM Citadins                                       | Montréal       | RSEQ       | –            |
| McGill University                             | McGill Redbirds McGill Martlets                     | Montréal       | RSEQ/OUA   | –            |
| Bishop’s University                           | Bishop’s Gaiters                                    | Sherbrooke     | RSEQ AUS   | –            |
| Universität Montreal                          | Montreal Carabins                                   | Montréal       | RSEQ       | –            |
| Université du Québec à Trois-Rivières         | UQTR Patriotes                                      | Trois-Rivières | RSEQ/OUA   | –            |
| Université de Sherbrooke                      | Sherbrooke Vert-et-Or                               | Sherbrooke     | RSEQ       | –            |
| Acadia University                             | Acadia Axemen                                       | Wolfville      | AUS        | –            |
| Cape Breton University                        | CBU Capers                                          | Sydney         | AUS        | –            |
| Dalhousie University                          | Dalhousie Tigers                                    | Halifax        | AUS        | –            |
| Memorial University of Newfoundland           | Memorial Sea-Hawks                                  | St. John’s     | AUS        | –            |
| Mount Allison University                      | Mount Allison Mounties                              | Sackville      | AUS        | –            |
| Université de Moncton                         | Moncton Aigles Bleu                                 | Moncton        | AUS        | –            |
| University of New Brunswick                   | UNB Varsity Reds                                    | Fredericton    | AUS        | –            |
| University of Prince Edward Island            | UPEI Panthers                                       | Charlottetown  | AUS        | –            |
| Saint Mary’s University Halifax               | Saint Mary’s Huskies                                | Halifax        | AUS        | –            |
| St. Francis Xavier University                 | St. Francis Xavier X-Men St. Francis Xavier X-Women | Antigonish     | AUS        | –            |
| St. Thomas University                         | St. Thomas Tommies                                  | Fredericton    | AUS        | –            |

1. 1 2 3  Männer
2. 1 2 3  Frauen
3. 1 2  nur Football

## Unterstützte Sportarten
| Männer            | Frauen |
| ----------------- | ------ |
| Basketball        |        |
| Canadian Football |        |
| Crosslauf         |        |
| Curling           |        |
| Eishockey         |        |
|                   | Hockey |
| Fußball           |        |
| Golf              |        |
| Leichtathletik    |        |
| Ringen            |        |
| Rugby Union       |        |
| Schwimmsport      |        |
| Volleyball        |        |

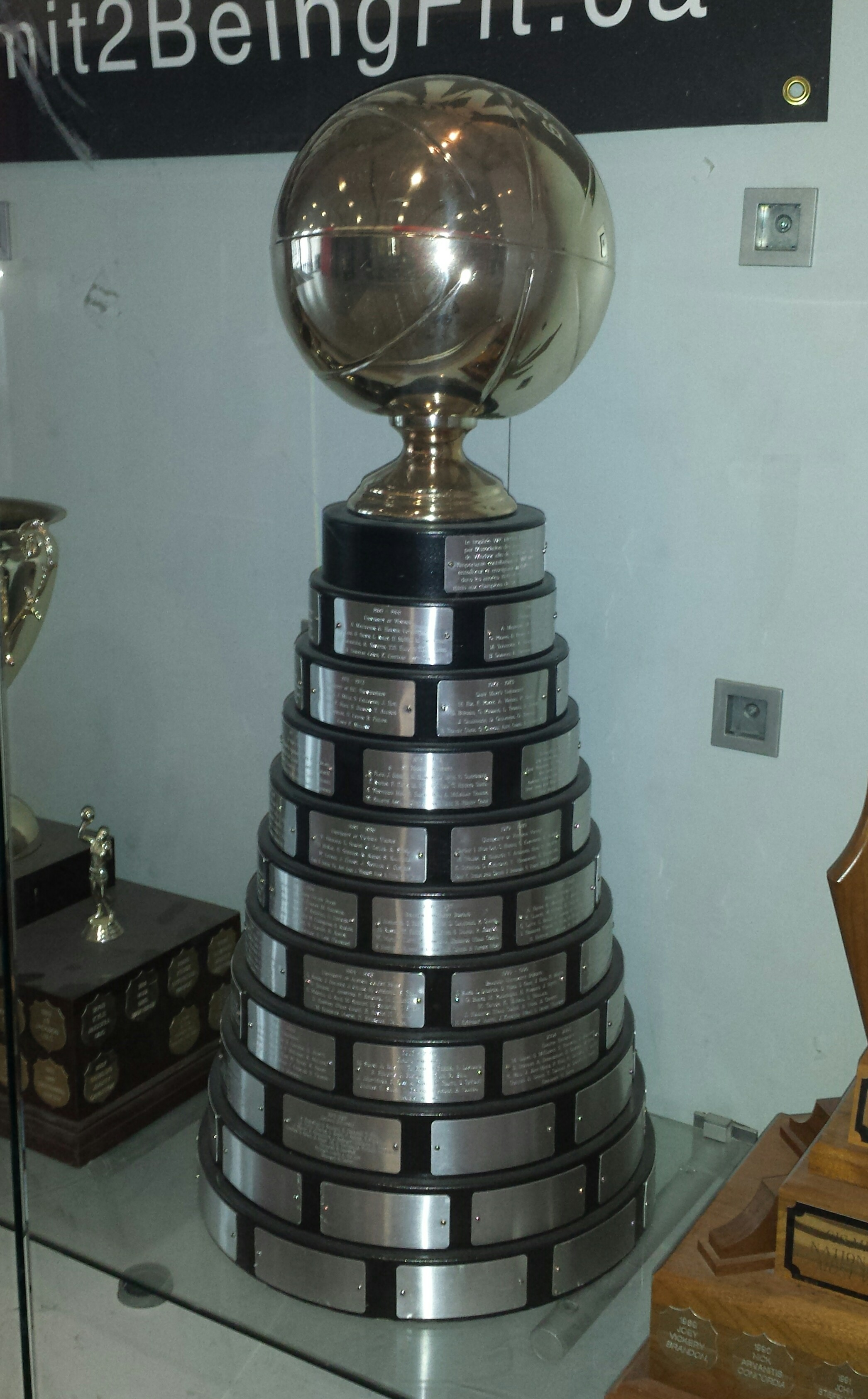
Die W.P. McGee Trophy

Weitere Sportarten wie Lacrosse oder Baseball sollen in Zukunft ins Programm des U Sports aufgenommen werden.

### Meisterschaften
- Vanier Cup (Canadian Football, Männer)
- Molinex Trophy (Rugby Union, Frauen)
- University Cup (Eishockey, Männer)
- U Sports-Eishockeymeisterschaften (Frauen)
- W. P. McGee Trophy (Basketball, Männer)
- U Sports-Basketballmeisterschaften (Frauen)

### Basketball
An den Basketballwettbewerben des U Sports nehmen aktuell 43 Universitäten teil (siehe Karte).
Aktueller und Rekordmeister sind die Carleton Ravens mit fünfzehn Titeln.

### Canadian Football
Im Canadian Football nehmen insgesamt 27 U Sports-Universitäten am Spielbetrieb teil.
Der Sieger der Atlantic University Football Conference, der Conference der AUS, erhält die Jewett Trophy. Von 1956 bis 2001 trug der AUS zudem den Atlantic Bowl aus, eine von zwei nationalen Halbfinalspielen. The RSEQ-Konferenz trägt seit 2004 den Namen Quebec University Football League. Der Sieger der Konferenz erhält den Coupe Dunsmore. Das beste Team der Ontario University Athletics wird mit dem Yates Cup ausgezeichnet, während der Meister der CWUAA-Conference, die in der Regel als Canada West Football Conference bezeichnet wird, die sogenannte Hardy Trophy überreicht bekommt.
2007 wurden 120 ehemalige U Sports-Spieler registriert, die im aktuellen Kader eines Teams der Canadian Football League standen. In der National Football League waren es im Jahr 2006 23 Akteure.

### Fußball
41 der 52 Mitglieds-Universitäten nahmen 2007 an der Fußballsaison der Männer teil. Der Sieger des Meisterschaftsturniers erhält die Sam Davidson Memorial Trophy. Spätere Nationalspieler wie Pat Onstad und Wandrille Lefèvre verbrachten ihre Studienzeit im Spielbetrieb der damaligen CIAU.

## Fernsehübertragung
Wichtige Ereignisse, z. B. die Finalspiele der meisten Sportarten, werden im nationalen Fernsehen (Sportsnet 360) übertragen.